# Angeli di strada (Alan Sorrenti)
Angeli di strada è l'ottavo album del cantautore italiano Alan Sorrenti, pubblicato dall'etichetta discografica CBO e distribuito dalla Ricordi nel 1982.

## Il disco
I brani sono interamente composti dall'interprete, che del lavoro è anche coproduttore. Il disco è stato arrangiato, registrato e mixato nell'ottobre 1982 da Thor Baldursson negli studi Geimsteinn di Keflavik (Islanda), tranne il pezzo Angeli di strada registrato da 
Tony d'Amico al Cherokee Recording Studios di Los Angeles (California).
Dal disco viene tratto il singolo Credimi non voglio perderti/In silenzio. La canzone Angeli di strada, musica di Alan Sorrenti, testo inglese di Trevor Veitch e Thor Baldursson è stata interpretata da Laura Branigan sul suo primo album Branigan.

## Tracce

### Lato A
1. Quanne stai luntana a me
2. Lei
3. Credimi non voglio perderti
4. Martedì d'estate
5. Angeli di strada (Maybe I Love You)

### Lato B
1. Prima donna
2. In silenzio
3. Io non so niente di te
4. I sogni non muoiono mai

## Formazione
- Alan Sorrenti: voce
- Thor Baldursson: tastiere, Linn-drums, Moogbass
- Björn Thoroddsen : chitarra elettrica
- Johan Asmundsson : chitarra elettrica
- Jeff Porcaro: chitarra, batteria
- Michael Mandon: chitarra elettrica
- Trevor Veitch : : chitarra elettrica
- Leiland Sklar: basso
- Greg Mathieson: tastiere